# Seh Kīleh
Seh Kīleh (persiska: سِه كيلَه, سِه كِيلِه, سه كيله) är en ort i Iran.   Den ligger i provinsen Mazandaran, i den norra delen av landet, 200 km nordost om huvudstaden Teheran. Seh Kīleh ligger 338 meter över havet och antalet invånare är 349.
Terrängen runt Seh Kīleh är kuperad. Runt Seh Kīleh är det ganska tätbefolkat, med 72 invånare per kvadratkilometer. Närmaste större samhälle är Behshahr, 16,9 km nordost om Seh Kīleh. I omgivningarna runt Seh Kīleh växer i huvudsak blandskog.